# Норуа
Норуа́ (фр. Nauroy) — коммуна во Франции, находится в регионе Пикардия. Департамент коммуны — Эна. Входит в состав кантона Боэн-ан-Вермандуа. Округ коммуны — Сен-Кантен.
Код INSEE коммуны — 02539.

## Население
Население коммуны на 2010 год составляло 691 человек.
| 1962 | 1968 | 1975 | 1982 | 1990 | 1999 | 2010 |
| ---- | ---- | ---- | ---- | ---- | ---- | ---- |
| 663  | 666  | 683  | 685  | 728  | 681  | 691  |

## Экономика
В 2010 году среди 433 человек трудоспособного возраста (15—64 лет) 313 были экономически активными, 120 — неактивными (показатель активности — 72,3 %, в 1999 году было 63,9 %). Из 313 активных жителей работали 260 человек (136 мужчин и 124 женщины), безработных было 53 (28 мужчин и 25 женщин). Среди 120 неактивных 34 человека были учениками или студентами, 45 — пенсионерами, 41 были неактивными по другим причинам.

## Интересные факты
- В 1880 году мэром Норуа был живописец и поэт Дезире Франсуа Ложе.